# Camelia Entekhabifard

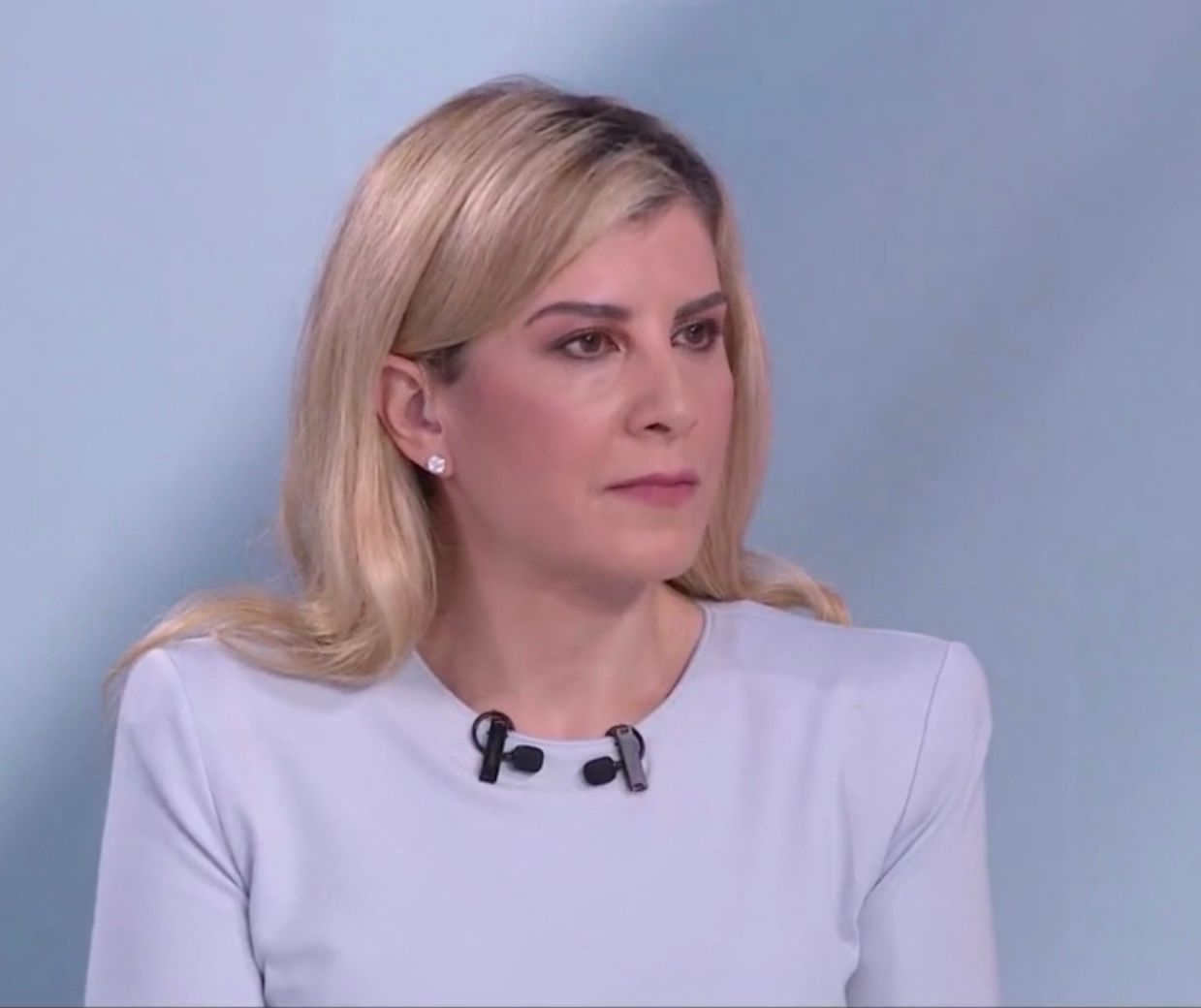
Camelia Entekhabifard (2021)

Camelia Entekhabifard (auch Camelia E. Fard, Camelia Entekhabi-Fard, persisch کاملیا انتخابی‌فرد, * 1973) ist eine iranisch-amerikanische Journalistin und Chefredakteurin des The Independent Persian, der ersten internationalen Zeitung in persischer Sprache.
Sie ist Autorin, Kolumnistin und Nachrichtenanalystin und schreibt vor allem über die iranische Außenpolitik sowie über regionale Themen im Nahen Osten, darunter die Krise in Syrien, Irak und Jemen sowie die politische und sicherheitspolitische Lage in Afghanistan.
Seit sie den Iran im Jahr 2000 verlassen hat, arbeitet sie weltweit für internationalen Medien. Sie hat für AP, Reuters, Le Monde diplomatique, The Independent, Al Jazeera, New York Times, CNN, Newsweek, HuffPost, al-Arabiya, al-Hayat, Al-Ahram Weekly, Arab News, Shaq Al-Awsat, Mother Jones, The Village Voice und andere über Iran und Afghanistan berichtet.
Sie ist Nachrichtenkommentatorin und tritt häufig bei Al-Arabiya, Sky News, Al-Hadath, i24News, Alaraby TV, BBC, CNN und anderen Nachrichtensendern auf.
Ihr Buch Camelia: Save Yourself by Telling the Truth - a Memoir of Iran wurde im März 2007 veröffentlicht und in mehrere Sprachen übersetzt, darunter Englisch, Arabisch, Portugiesisch, Italienisch und Türkisch.